# 楢柴肩衝
楢柴肩衝（ならしばかたつき）は初花、新田肩衝と並んで「天下三肩衝」と呼ばれた茶器（肩衝とは、肩の部分が角ばっている茶入のこと）。
釉色が濃いアメ色で、これを「恋」にかけて『万葉集』の「御狩する狩場の小野の楢柴の汝はまさで恋ぞまされる」の歌に因みこの名になったとされる。千利休の高弟・山上宗二が天下一品の壷と絶賛したという。
もともとは足利義政の所有物であったが、その死後は持ち主を転々とし博多の豪商、島井宗室が手に入れる。親交のあった織田信長もこの名物を欲しがり、商売の保護を条件に献上するように宗室に命じたとされるが、本能寺の変により実現しなかった。
その後は、大友宗麟から大金を出すので譲って欲しいと再三要請があったが、宗室はこれを断り続けた。のち、大友氏の衰退と逆に博多のある筑前国で勢力を伸ばしてきた秋月種実が、この名物を欲したため譲る事となった。この際、秋月氏から大豆百俵が送られているが、楢柴の価値は約3000貫、現在の価値でいえば数億円以上ともされており、宗室ら博多商人が武力行使をちらつかせられ、半ば脅迫に近い形で奪われたのは歴然としている。しかし、種実が手にしていた期間も長くは無く、九州征伐の際、島津氏に属していた秋月氏から、降伏の証として、豊臣秀吉へと献上され、天下三肩衝は全て秀吉の物となった。後に秀吉臨終の際に、徳川家康に授けられ徳川将軍家の所有となった。
明暦3年（1657年）の明暦の大火の際に破損し、修繕されたがその後所在不明になったという。